# نینجای آمریکایی
نینجای آمریکایی (انگلیسی: American Ninja) یک فیلم در ژانر رزمی و اکشن به کارگردانی سام فرستنبرگ است که در سال ۱۹۸۵ منتشر شد. از بازیگران آن می‌توان به مایکل دادیکوف، استیو جیمز، ریچارد نورتون، و جودی ارنسون اشاره کرد.